# Sărata, Putila
Sărata (în ucraineană Сарата, transliterat Sarata, în germană Sarata) este un sat în raionul Putila din regiunea Cernăuți (Ucraina), depinzând administrativ de comuna Șipotele Sucevei. Are 93 locuitori, preponderent ucraineni (huțuli).
Satul este situat la o altitudine de 1182 metri, în partea de sud-vest a raionului Putila (cea mai sudică localitate a raionului), pe frontiera cu România.

## Istorie
Localitatea Sărata a făcut parte încă de la înființare din regiunea istorică Bucovina a Principatului Moldovei. După anexarea Bucovinei de către Imperiul Habsburgic în anul 1775, localitatea Sărata a făcut parte din Ducatul Bucovinei, guvernat de către austrieci. 
După Unirea Bucovinei cu România la 28 noiembrie 1918, satul Sărata a făcut parte din componența României, în Plasa Putilei a județului Rădăuți. Pe atunci, majoritatea populației era formată din ucraineni, existând și o comunități de români. 
Ca urmare a Pactului Ribbentrop-Molotov (1939), Bucovina de Nord a fost anexată de către URSS la 28 iunie 1940, reintrând în componența României în perioada 1941-1944. Apoi, Bucovina de Nord a fost reocupată de către URSS în anul 1944 și integrată în componența RSS Ucrainene. 
Începând din anul 1991, satul Sărata face parte din raionul Putila al regiunii Cernăuți din cadrul Ucrainei independente. Conform recensământului din 1989, numărul locuitorilor din sat care s-au declarat români plus moldoveni era de 1 (1+0), reprezentând 0,83% din populație . În prezent, satul are 93 locuitori, preponderent ucraineni.

## Populație
1989: 121 (recensământ) 
2007: 93 (estimare)